# سیماس چندآستانه‌ای
سیماس چندآستانه‌ای (به انگلیسی: Multi-threshold CMOS) (اِم‌تی‌سیماس) (اختصاری MTCMOS) یک تغییرات از فناوری تراشه سیماس است که دارای ترانزیستورها‌هایی با ولتاژهای آستانه (Vth) چندگانه است تا تأخیر یا توان را بهینه‌سازی کند. Vth یک ماسفت ولتاژ گیتی است که در سطح‌مشترک بین لایه عایق‌کننده (اکسید) و زیرلایه (بدنه) ترانزیستور یک لایه وارونگی تشکیل می‌شود. افزاره‌های با Vth کم سریعتر سوئیچ می‌کنند و بنابراین در مسیرهای تأخیر حیاتی برای به حداقل رساندن دوره‌تناوبهای پالس‌ساعت مفید هستند. تاوان آن این است که افزاره‌هایی با Vth کم به‌طور چشمگیری توان نشتی ایستای بالاتری دارند. افزاره‌هایی با Vth بالا در مسیرهای ناضروری برای کاهش توان نشتی ایستا بدون پرداخت تاوان تأخیر استفاده می‌شوند. افزاره‌های نمونه با Vth بالا نشتی ایستا (استاتیک) را در مقایسه با افزاره‌های Vth پایین ۱۰ برابر کاهش می‌دهند.
یکی از روش‌های ایجاد افزاره‌هایی با ولتاژ آستانهٔ چندگانه، اعمال ولتاژهای بایاس مختلف (Vb) به بیس یا پایانه بدنه ترانزیستورها است. روش‌های دیگر شامل تنظیم ضخامت اکسید گیت، ثابت دی‌الکتریک اکسید گیت (نوع ماده)، یا غلظت آلاینده در ناحیه کانال درزیر اکسید گیت است.
یک روش متداول برای ساخت سیماس چندآستانه‌ای به سادگی شامل افزودن فتولیتوگرافی اضافی و مراحل کاشت یون است. برای یک فرایند ساخت معین، Vth با تغییر غلظت اتم‌های آلاینده در ناحیه کانال درزیر اکسید گیت تنظیم می‌شود. به‌طور معمول، غلظت با روش کاشت یون تنظیم می‌شود. به عنوان مثال، روش‌های فوتولیتوگرافی برای پوشش دادن همه افزاره‌ها به جز ماسفت‌ها نوع p با لاک‌نوری استفاده می‌شوند. سپس کاشت یون تکمیل می‌شود، با یون‌های نوع آلاینده انتخابی به اکسید گیت در ناحیه‌هایی که هیچ لاک‌نوری وجود ندارد نفوذ می‌کنند. سپس لاک‌نوری جدا می‌شود. روش‌های فوتولیتوگرافی مجدداً برای پوشاندن همه افزاره‌ها به جز ماسفت‌های نوع n اعمال می‌شود. سپس کاشت دیگری با استفاده از یک نوع آلاینده متفاوت، با یون‌هایی که به اکسید گیت نفوذ می‌کنند، تکمیل می‌شود. لاک‌نوری کنده می‌شود. در برخی از مراحل بعدی فرایند ساخت، یون‌های کاشته‌شده با بازپخت در دمای بالا فعال می‌شوند.
در اصل، هر تعداد ترانزیستور ولتاژ آستانه‌ای را می‌توان تولید کرد. برای سیماس دارای دو ولتاژ آستانه، یک مرحله ماسک عکس و کاشت اضافی برای هر یک از ماسفت نوع p و ماسفت نوع n مورد نیاز است. برای ساخت سیماس‌های معمولی، با Vth کم و زیاد، چهار مرحله اضافی نسبت به سیماس تک ولتاژآستانه‌ای معمولی مورد نیاز است.

## پیاده‌سازی
رایج‌ترین پیاده‌سازی اِم‌تی‌سیماس برای کاهش توان، استفاده از ترانزیستورهای خواب است. منطق توسط یک خط تغذیه مجازی تأمین می‌شود. در منطقی که سرعت سوئیچینگ سریع مهم است از افزاره‌های کم Vth استفاده می‌شود. افزاره‌هایی با Vth بالا که خط‌های تغذیه و خط تغذیه مجازی را به هم متصل می‌کنند در حالت فعال و در حالت خواب خاموش هستند. افزاره‌هایی با Vth بالا به عنوان ترانزیستور خواب برای کاهش توان نشتی استاتیک استفاده می‌شوند.
طراحی سوئیچ تغذیه که منبع تغذیه را مطابق گیت‌های منطقی روشن و خاموش می‌کند برای فنون‌های مدار کم ولتاژ و سرعت بالا مانند اِم‌تی‌سیماس ضروری است. سرعت، مساحت و توان یک مدار منطقی تحت تأثیر مشخصه‌های کلید تغذیه است.
در یک رویکرد «درشت‌دانه» (به انگلیسی: coarse-grained)، ترانزیستورهای خواب (به انگلیسی: sleep transistors) با Vth بالا توان را به کل بلوک‌های منطقی می‌دهند. سیگنال خواب در حالت فعال خاموش می‌شود و باعث می‌شود ترانزیستور روشن شود و تغذیه مجازی (زمین) را به منطق Vth پایین ارائه دهد. سیگنال خواب در حالت خواب اعلام می‌شود و باعث می‌شود ترانزیستور خاموش شود و تغذیه (زمین) را از منطق Vth پایین قطع کند. اشکالات این روش عبارتند از:
- بلوک‌های منطقی باید بخش‌بندی شوند تا مشخص شود چه زمانی یک بلوک ممکن است به‌طور ایمن خاموش شود (روشن)
- ترانزیستورهای خواب بزرگ هستند و باید به دقت اندازه‌گیری شوند تا جریان مورد نیاز بلوک مدار تأمین شود
- یک مدار مدیریت انرژی همیشه فعال (هرگز در حالت خواب نمی‌رود) باید اضافه شود

در یک رویکرد «ریزدانه» (به انگلیسی: fine-grained)، ترانزیستورهای خواب با Vth بالا در هر گیت گنجانده شده‌اند. ترانزیستورهای ولتاژ پایین برای شبکه‌های بالاکِش و پایین‌کِش استفاده می‌شوند و ترانزیستور با Vth بالا برای گیت با جریان نشتی بین دو شبکه استفاده می‌شود. این رویکرد مشکلات بخش‌بندی بلوک منطقی و اندازه ترانزیستور خواب را حذف می‌کند. با این حال، هم به دلیل گنجاندن ترانزیستورهای اضافی در هر گیت بولی و هم در ایجاد درخت توزیع سیگنال خواب، مقدار زیادی از ناحیه سربار اضافه می‌شود.
یک رویکرد میانی این است که ترانزیستورهای خواب با Vth بالا را در گیت‌های آستانه با عملکرد پیچیده‌تر ترکیب کنیم. از آنجایی که برای اجرای هر تابع دلخواه در مقایسه با گیت‌های بولی، از آنجایی که کمتر چنین گیت‌های آستانه‌ای مورد نیاز است، تلفیق‌سازی اِم‌تی‌سیماس به هر گیت به ناحیه سربار کمتری نیاز دارد. نمونه‌هایی از گیت‌های آستانه‌ای که عملکرد پیچیده‌تری دارند با منطق همایش پوچ (NCL) و منطق همایش خواب (SCL) یافت می‌شوند. برخی از هنرها برای پیاده‌سازی اِم‌تی‌سیماس بدون ایجاد نقص‌های فنی یا مشکلات دیگر مورد نیاز است.